# 掌叶菜栾藤
掌叶菜栾藤（学名：Merremia vitifolia），又名掌叶鱼黄草，为旋花科鱼黄草属的植物。分布于印度、印度尼西亚、越南、马来西亚、斯里兰卡、缅甸以及中国大陆的广西、云南、广东等地，生长于海拔90米至1,600米的地区，常生长在路旁、灌丛中或林中，目前尚未由人工引种栽培。

## 别名
毛五爪龙、毛牵牛（广东） 假番薯（海南） 红藤（云南） 掌叶山猪菜（海南植物志）